# Banco de Bogotá
Die Banco de Bogotá wurde 1870 als das erste Kreditinstitut Kolumbiens in der Hauptstadt Bogotá gegründet. Heute ist die Bank Teil der größten finanziellen Beteiligungsgesellschaft Kolumbiens, der Holding Grupo Aval Acciones y Valores. Mit ca. 650 Filialen im ganzen Land ist Banco de Bogotá S.A. zweitgrößte kolumbianische Bank in Bezug auf Vermögenswerte.

## Geschäftsziele
Banco de Bogotá bietet einem breiten Kundenstamm eine Reihe von Bank- und Finanzprodukte und Dienstleistungen. Das Geschäft des Unternehmens ist in fünf Segmente gegliedert: Private Banking, KMU-Banking, Corporate Banking, Vorzugsbanking und Mikrofinanzdienstleistungen. Die Bank bietet auch eine Reihe von Corporate Banking Services mit Produkten an, darunter Liquiditäts- und Investmentlösungen, Finanzierungslösungen (Working Capital, Entwicklungskredite und Bankgarantien), Außenhandel, Leasing, Anlageprodukte und Treuhanddienstleistungen.
Banco de Bogotá S.A. verfügt über ein weltweites Netzwerk aus einer Reihe von in- und ausländischen Tochtergesellschaften und Zweigstellen. Lokale Tochtergesellschaften sind die Investmentbank Corficolombiana, die Lagerhauskette Almaviva, des Treuhandfonds Fiduciaria Bogotá und Leasing Bogotá. Darüber hinaus hat das Unternehmen Übersee-Agenturen in New York City und Miami und besitzt Tochtergesellschaften in Panama-Stadt, auf den Bahamas und den Cayman-Inseln.